# Anticonceptiu injectable
L'anticonceptiu injectable o injecció anticonceptiva hormonal és un mètode de contracepció femenina consistent en una injecció d'hormones sexuals femenines que cal administrar els cinc primers dies del cicle menstrual, cada tres mesos, i n'impedeix l'ovulació. La contracepció hormonal també pot causar canvis en l'endometri impedint la implantació de la fase inicial d'un embrió en l'úter. El nom comercial n'és Depo-Progevera®. Poden ser de dos classes, depenent del tipus d'hormones que portin: els que només contenen gestàgens o els que combinen estrògens i gestàgens. La freqüència d'administració depèn del preparat: pot ser cada quatre, vuit o dotze setmanes.
És un mètode contraceptiu molt eficaç, però no protegeix contra les malalties de transmissió sexual com el VIH (SIDA), clamídia, herpes genital, condiloma acuminat, gonorrea, hepatitis B o sífilis). Si es desitja una protecció contra les infeccions de transmissió sexual és necessari utilitzar el condó o el preservatiu femení.
Com ocorre amb altres anticonceptius hormonals, la injecció de progesterona pot alterar la regla, que es torna irregular i amb tendència a desaparèixer. Això no malmet la salut ni la fertilitat de la usuària. La seva eficàcia és elevada però s'utilitza amb menys freqüència perquè té més efectes secundaris. És necessària una visita mèdica prèvia per fer una valoració i descartar possibles contraindicacions per utilitzar aquest mètode.
Com la resta dels mètodes contraceptius que només contenen progesterona, es pot utilitzar durant la lactància.